# سنس۸
سنس۸ (به انگلیسی: Sense8) مجموعه تلویزیونی آمریکایی به سبک علمی–تخیلی و دراما است که توسط واچوفسکی‌ها و جی. مایکل استرازینسکی نوشته، تهیه و ساخته شده‌است. شرکت تولیدی سنس۸ شامل شرکت تولیدی واچوفسکی‌ها، استودیو جی‌ام‌اس بودند.
فصل ابتدایی مجموعه یک گروه بازیگر چندملیتی را به تصویر کشاند. امل امین، بائه دونا، جیمی کلیتون، تینا دسای، تاپنس میدلتون، مکس ریملت، میگل آنخل سیلوستره و برایان جی اسمیت که گروه بازیگر بودند، هشت فرد مختلف از سراسر جهان را به تصویر می‌کشاندند که همه می‌فهمند با یکدیگر «هم‌حس» هستند، به معنای انسان‌هایی که از لحاظ روانی و احساساتی به یکدیگر وابسته هستند. فریما اگیمن، ترنس مان، انوپم کهیر، نوین اندروز و داریل هانا نیز در مجموعه حضور دارند.